# Маскан
Маскан (Машджан, Масджан, араб. مسكان‎) — небольшой необитаемый остров в Персидском заливе у побережья Кувейта. Принадлежит Кувейту согласно демаркации границы с Ираком в 1932 году. Расположен к югу от острова Бубиян. Его длина составляет около 1,2 километра, а ширина — 800 метров. Площадь около 0,75 квадратного километра. Занимает четвёртое место по размеру после Бубияна, Файлаки и Варбы. Расстояние между Масканом и островом Файлака, который лежит к юго-востоку, составляет примерно 3,2 километра. Расстояние между Масканом и мысом Эс-Сабия (رأس الصبية‎), который лежит к северо-западу на материковой части Кувейта, составляет около 8 километров. Расположен в 20 километрах к северо-востоку от мыса Эль-Ард в Эс-Салимия. В юго-западной части острова расположен маяк на солнечной батарее, представляющий собой башню квадратного сечения с металлическим каркасом. Фокальная плоскость расположена на высоте 11 метров. Маяк даёт четыре белых вспышки каждые 30 секунд. На северо-западной оконечности расположен исторический маяк 1918 года, представляющий собой группу одноэтажных зданий.
На острове встречаются следы былой высокой городской культуры.